# Merga Bien
Pour les articles homonymes, voir Bien.
Merga Bien (fin 1560 – 1603) était une femme allemande reconnue coupable de sorcellerie et probablement la plus célèbre des victimes des procès des sorcières de Fulda en 1603-1605.

## Biographie

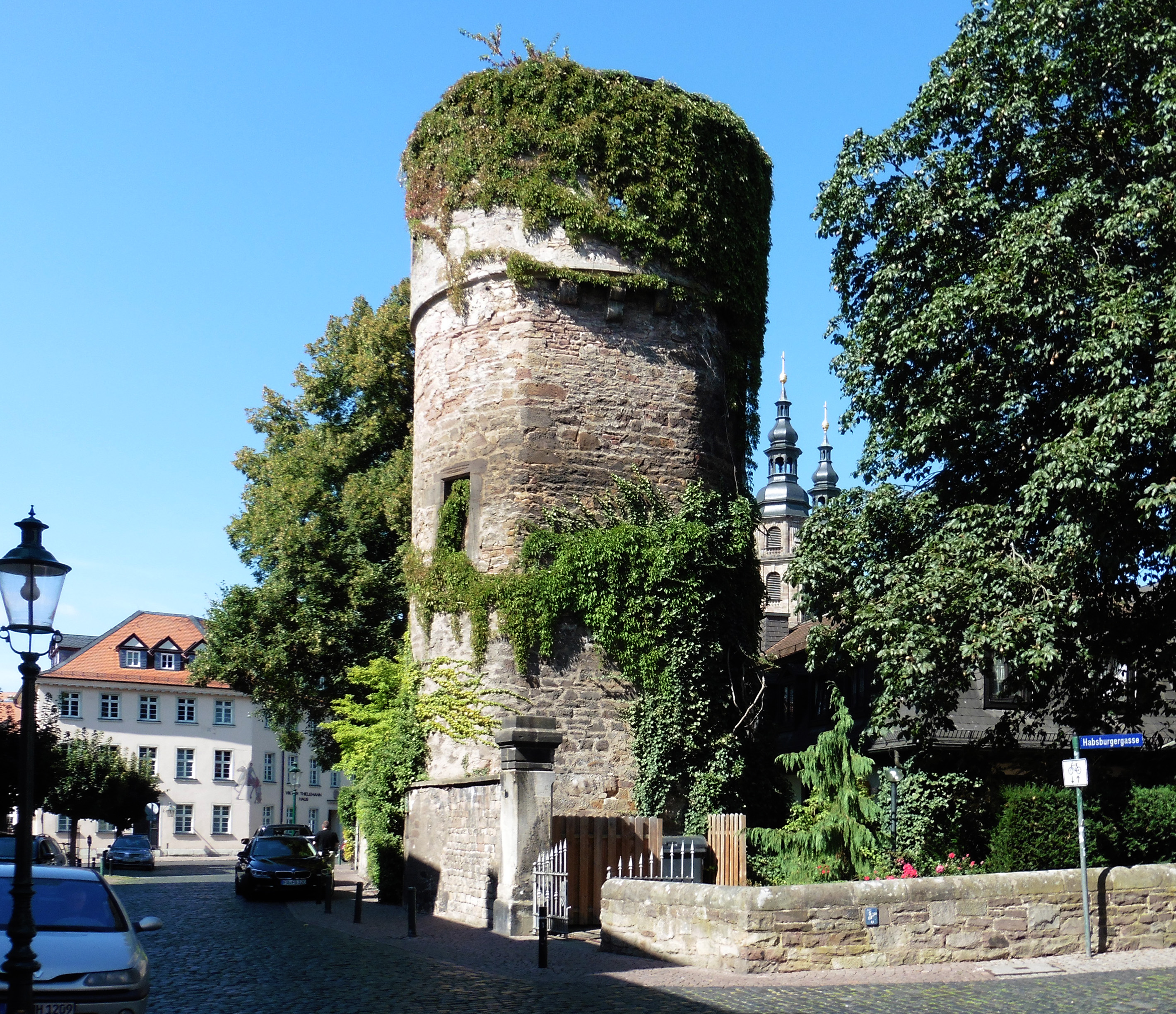
La tour utilisée comme prison lors des procès des sorcières à Fulda.

Bien est née dans la ville de Fulda. Elle s'est mariée trois fois et était l'héritière de ses deux premiers maris, ce qui a joué plus tard un rôle important dans les accusations portées contre elle. En 1588, elle épousa Blasius Bien et quitta la ville ; mais elle y revint — pour y trouver la mort — après un conflit avec les employeurs de son mari.
À l'époque, le prince-abbé Balthasar von Dernbach, revenu au pouvoir en 1602 après un long exil, ordonna une enquête sur la sorcellerie dans la ville. Plus de deux cents personnes furent exécutées pour sorcellerie lors de procès qui durèrent jusqu'à sa mort en 1605. En mars 1603, les enquêtes aboutissent à la première vague d'arrestations dans la ville. Le 19 juin, Merga est arrêtée et mise en prison. Son mari va protester à son arrestation devant la Reichsskammergericht de Spire et indique qu'elle était enceinte. En prison, elle est forcée d'avouer le meurtre de son deuxième mari, des enfants qu'elle avait eus avec lui et d'un membre de la famille des employeurs de son mari, et qu'elle avait participé à un sabbat de Satan. Sa grossesse a été considérée comme une circonstance aggravante ; elle et son mari n’avaient pas d’enfants bien qu’ils aient été mariés pendant quatorze ans. Elle a été obligée d’avouer que sa grossesse actuelle était le résultat d’un rapport sexuel avec le Diable. Merga Bien fut reconnue coupable de sorcellerie et brûlée vive sur le bûcher à Fulda à la fin de l'année 1603.